# Cocytia durvillii
Cocytia durvillii is een vlinder uit de familie van de uilen (Noctuidae). De wetenschappelijke naam van de soort is voor het eerst geldig gepubliceerd in 1828 door Boisduval.